# Госпођица Марвел (мини-серија)
Госпођица Марвел (енгл. Ms. Marvel) је америчка телевизијска серија творца Бише К. Али за стриминг услугу Disney+, базирана на лику Камали Кан / Мис Марвел издавача Marvel Comics. Постављена у Марвелов филмски универзум (МФУ), делећи континуитет са филмовима из франшизе. Серију је продуцирао Marvel Studios, са Алијевом као главном списатељицом.
Иман Велани глуми Камалу Кан / Госпођица Марвел. Сагар Шејх, Арамис Најт, Мет Линц, Зенобија Шроф и Мохан Капур такође глуме. Серија је најављена уз Алино учешће у августу 2019. године. Велани је добила улогу у септембру 2020. године, са Адилом Ер Арбијем и Билал Фалом, Шармин Обајд-Чинојевом и Миром Менон ангажованима као редитељи серије. Снимање је почело у новембру 2020. године, у Атланти и завршено је почетком марта 2021. године.
Серија Госпођица Марвел премијерно је емитована од 8. јуна до 13. јула 2022. године као део четврте фазе МФУ.

## Улоге
| Глумац        | Улога                         |
| ------------- | ----------------------------- |
| Иман Велани   | Камала Кан / Госпођица Марвел |
| Арамис Најт   | Карим / Црвени бодеж          |
| Сагар Шејх    | Амир Хан                      |
| Риш Шах       | Камран                        |
| Мет Линц      | Бруно Карели                  |
| Зенобија Шроф | Муниба Хан                    |
| Мохан Капур   | Јусуф Хан                     |